# Nagothana
Nagothana is een census town in het district Raigad van de Indiase staat Maharashtra. 

## Demografie
Volgens de Indiase volkstelling van 2001 wonen er 10168 mensen in Nagothana, waarvan 53% mannelijk en 47% vrouwelijk is. De plaats heeft een alfabetiseringsgraad van 78%. 